# Al-našid al-watani
Al-našid al-watani (arapski: النشيد الوطني,-našid al-waṭanī, što znači "nacionalna himna") je nacionalna himna Kuvajta.
Autor kuvajtske himne je pjesnik Ahmad Mešari Al-Adwani, Ibrahim Al-Soula skladao je glazbu, a Ahmad Ali napravio je aranžman. Prvi put je izvedena 25. veljače 1978. godine.
Prije 1978., koristila se himna "Amiri Salute". Sastavio ju je Yusuf Adees 1951. godine. Ta prijašnja himna čini prvih šest taktova sadašnje himne.
Himna se općenito rijetko izvodi u Kuvajtu, prvenstveno za posebne prigode. 

## Tekst

### Originalna verzija naarapskom
وطني الكويت سلمت للمجد
وعلى جبينك طالع السعد
وطني الكويت وطني الكويت
وطني الكويت سلمت للمجد
يا مهد آباء الأولى كتبوا
سفرالخلود فنادت الشهب
الله أكبر إنهم عرب
طلعت كواكب جنة الخلد
وطني الكويت سلمت للمجد
وعلى جبينك طالع السعد
وطني الكويت وطني الكويت
وطني الكويت سلمت للمجد
بوركت يا وطني الكويت لنا
سكنا وعشت على المدى وطنا
يفديك حر في حماك بنى
صرح الحياة بأكرم الأيدي
وطني الكويت سلمت للمجد
وعلى جبينك طالع السعد
وطني الكويت وطني الكويت
وطني الكويت سلمت للمجد
نحميك يا وطني وشاهدنا
شرع الهدى والحق رائدنا
وأميرنا للعز قائدنا
رب الحمية صادق الوعد
وطني الكويت سلمت للمجد
وعلى جبينك طالع السعد
وطني الكويت وطني الكويت
وطني الكويت  -سلمت-  للمجد

### Engleskiprijevod
Kuwait, my country, may you be safe and glorious!
May you always enjoy good fortune!
You are the cradle of my ancestors,
Who put down its memory.
With everlasting symmetry, showing all eternity,
Those Arabs were heavenly,
Kuwait, my country,
May you be safe and glorious!
May you always enjoy good fortune.
Blessed be my Country a homeland for harmony,
Warded by true sentry giving their soils aptly,
Building high its history, Kuwait,
My country, we're for you my Country,
Led by faith and loyalty,
With its Amir equally,
Fencing us all fairly, with warm love and verity,
Kuwait, my country,
May you be safe and glorious.
May you always enjoy good fortune!